# Orog nuur
Orog nuur (mong. Орог нуур) – bezodpływowe jezioro w środkowej Mongolii, u północnych podnóży Ałtaju Gobijskiego.
Jezioro o powierzchni 130 km² i głębokości do 4,5 m. Leży na wysokości 1216 m n.p.m. Zasilane wodami rzeki Tüjn gol. Brzegi są niskie i piaszczyste, w niektórych miejscach występują słone bagna. W zależności od ilości opadów dominuje woda słodka lub słona. Zamarznięte w okresie od listopada do kwietnia. Bogate w ryby i ptactwo wodne.